# Parc fermé
Parc fermé ili u doslovnom prijevodu s francuskog ‘zatvoreni park’ je zatvoreno i osigurano područje iza bokseva u automobilizmu gdje se bolidi važu i mjere potrebne veličine. Ovakav model ‘čuvanja’ bolida uveden je 2003. kako momčadi ne bi radile značajne promjene na bolidima od kvalifikacija do utrke. Jedina iznimka su promjene klimatskih uvjeta, ako su kvalifikacije vožene po suhom, a utrka se vozi po kiši ili obratno.
U Formuli 1 momčadi ovdje moraju ostaviti svoje bolide u periodu od najkasnije tri i pol sata nakon završetka kvalifikacija sve do pet sati prije starta formacijskog kruga u nedjelju. Ipak, bolidi su u ovim uvjetima puno duže – otkako prvi puta napuste garažu za vrijeme kvalifikacija pa sve do početka kruga za zagrijavanje u samoj utrci. To znači da kad bolid prvi puta napusti garažu za vrijeme kvalifikacijskog treninga momčad na njemu smije vršiti samo minimalne i strogo propisane preinake. U ovim uvjetima, momčadi su vrlo ograničene kad je rad na bolidima u pitanju te su dopušteni samo striktno definirani rutinski zahvati koje mogu vršiti samo pod budnim okom tehničkog delegata FIA-e i suradnika za mjerenje na utrci. Momčadi mogu dolijevati gorivo, promijeniti gume (u određenim situacijama) i doliti ulje u kočioni sustav. Dopuštene su i manje izmjene na prednjem krilu. Nakon što bolid prvi puta napusti garažu za vrijeme kvalifikacija, na njemu se više ne smiju vršiti značajnije tehničke preinake, odnosno na snagu stupaju ‘parc fermé‘ pravila.